# Іпомея триколірна
Іпомея триколірна, фарбітіс (лат. Ipomoea tricolor)  - однорічна ліана, отруйна рослина роду Кручені паничі родини Берізкові (Convolvulaceae).
Розповсюджена у Південній і  Північній Америці, Мексиці. Широко натуралізована у тропічних країнах. Також розповсюджена як декоративна рослина, але через наявність токсичних речовин у складі насіння, перебуває під забороною у деяких країнах.

## Ботанічний опис
Іпомея триколірна - це трав'яниста однорічна в'юнка ліана, яка виростає до 2-4 метрів у висоту. Стебло неопушене.Листкові пластини серцевидні, розташовані спірально, довжина листкових пластин становить 3-7 см, черешок - 1,5 - 6 см. Квітки трубчасті.Діаметр квітки - 4- 9 см, колір вар'юється від рожевого і блакитно-червоного до синього чи синьо- фіолетового.
Квітне з липня до жовтня. 

## Класифікація
Царство : рослини, підтип : Streptophyta, порядок: Пасльоноцвіті, родина : Берізкові

## Хімічний склад
Насіння іпомеї містять алкалоїд ергин, який є природним аналогом ЛСД.